# 費爾維尤鎮區 (堪薩斯州巴特勒縣)
費爾維尤鎮區（英語：Fairview Township）為位在美國堪薩斯州巴特勒縣的鎮區。2010年美国人口普查中該鎮區人口有519人。
費爾維尤鎮區於1873年設立。

## 地理
費爾維尤鎮區涵蓋面積92.57平方（35.74平方英里），境內無城鎮設立。

### 溪流
通過此鎮區的溪流有：
- 羅克溪（Rock Creek）

## 人口統計
根據2010年美國人口普查，費爾維尤鎮區人口有519人，人口密度為5.55人/平方公里。種族方面，92.68%為白人；0.96%為非裔美洲人；1.54%為美洲原住民；0.19%為亞洲人；0%為太平洋島民；0.77%為其他種族；另外有3.85%為兩個或以上的種族。而西班牙裔美國人或拉丁美洲人佔該鎮區人口的1.93%。

## 外部連結
- USGS Geographic Names Information System (GNIS) （页面存档备份，存于）
- City-Data.com （页面存档备份，存于）